# San Giovanni in Fonte
San Giovanni in Fonte, även Battistero Lateranense, Lateranbaptisteriet, är ett baptisterium och en kyrkobyggnad i Rom. Baptisteriet är beläget vid Piazza di San Giovanni in Laterano i Rione Monti. San Giovanni in Fonte utgör en del av komplexet Basilica di San Giovanni in Laterano och tillhör församlingen Santissimo Salvatore e Santi Giovanni Battista ed Evangelista in Laterano.
Det första baptisteriet på denna plats uppfördes av Konstantin den store på 300-talet. Det har byggts om och restaurerats många gånger under århundradena.
Förutom själva doprummet består byggnaden av fem kapell: Johannes Döparens kapell, Rufinas och Secundas kapell, Cyprianus och Justinas kapell, Venantius kapell och Johannes Evangelistens kapell.

## Bilder
| - Interiören. - Cappella di San Venanzio. - Förstörandet av avgudabilderna, utförd av Carlo Maratta. |